# China Communications Construction Company
Il gruppo China Communications Construction Company (CCCC) in breve China Communications (SEHK: 1800, SSE: 601800) (中國交通建設T, 中国交通建设S, Zhōng guó jiāo tōngjiàn shèP) è una società di costruzioni costituita nel 2005 con sede nella Cina continentale.

## Controllate
- Shanghai Zhenhua Port Machinery Company (ZPMC)
- China Road and Bridge Corporation (CRBC)